# Asukai Masatsune
Asukai Masatsune (飛鳥井雅経?   1170-5 de abril de 1221) fue un poeta y cortesano japonés que vivió en los últimos años de la era Heian y principios de la era Kamakura. Su padre fue Nanba Yoritsune, perteneciente a una rama del Fujiwara Hokke del clan Fujiwara; su madre fue la hija de Minamoto no Akimasa. Fue el miembro fundador del clan Asukai.
Hacia 1180 le fue conferido el título como noble y fue nombrado chambelán, entre otros cargos, sin embargo, durante la confrontación con los hermanos Minamoto no Yoritomo y Minamoto no Yoshitsune, tomó parte de Yoshitsune y su padre fue exiliado de Kamakura. Adicionalmente, Masastune fue involucrado en un atentado a un convoy en Kamakura. Sin embargo, Yoritomo estimó la habilidad de Masatsune sobre la poesía waka y del deporte kemari, también Masatsune tuvo una relación muy estrecha con Minamoto no Yoriie y Minamoto no Sanetomo, hijos de Yoritomo. En consecuencia fue nombrado Yūshi y luego contrae matrimonio con la hija del Mandokoro y Bettō del Shogunato Kamakura Ōe no Hiromoto. Posteriormente es sirviente del Emperador Go-Toba y en 1218 se le confiere el título de Jusanmi y en 1220 es nombrado como Sangi.
Acudió a círculos poéticos patrocinados por el Retirado Emperador Go-Toba, también participó en varios concursos de waka. Hacia 1205 fue designado como uno de los seis colaboradores en la compilación de la antología imperial Shin Kokin Wakashū. En 1208 participó en un torneo de kemari, un deporte practicado por los cortesanos y que era antecesora del fútbol; dicho torneo fue patrocinado por el Retirado Emperador Go-Toba y sus grandes habilidades en el deporte dieron como resultado el título de Kemari Chōja (蹴鞠長者?) por parte del emperador. También fue invitado por el tercer shōgun Kamakura Minamoto no Sanetomo junto con Kamo no Chōmei y Fujiwara no Sadaie.
Publicó el diario Masatsune-dono-ki (雅経卿記?), hizo una compilación personal de poemas y algunos de sus poemas fueron incluidos en el Shin Kokin Wakashū. También uno de sus poemas fue incluido en la lista del Ogura Hyakunin Isshu. Adicionalmente, escribió un libro relacionado al kemari llamado Kemari Ryakki (蹴鞠略記?).